# Верн Барберіс
Верн Барберіс (англ. Vern Barberis, 27 червня 1928 — 6 січня 2005) — австралійський важкоатлет.
Бронзовий призер Олімпійських Ігор 1952 року в легкій вазі, учасник 1956 року.
Переможець Ігор Співдружності 1954 року в легкій вазі, бронзовий призер 1950 року в легкій вазі.